# Синхронная цифровая иерархия

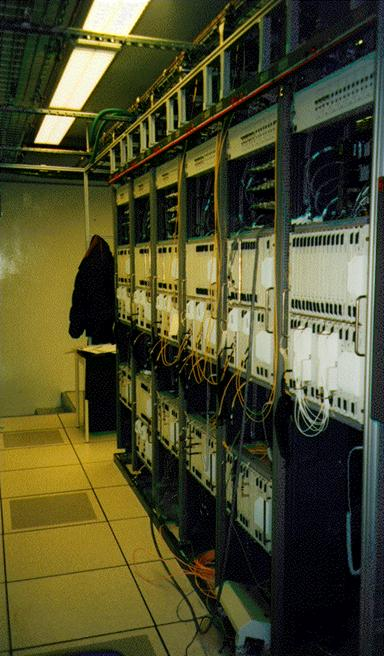
Стойки мультиплексоров ввода-вывода STM-16 SDH производства фирмы Alcatel

Синхронная цифровая иерархия (СЦИ: англ. SDH — Synchronous Digital Hierarchy, SONET) — это система передачи данных, основанная на синхронизации по времени передающего и принимающего устройств. Стандарты СЦИ определяют характеристики цифровых сигналов, включая структуру фреймов (циклов), метод мультиплексирования, иерархию цифровых скоростей и кодовые шаблоны интерфейсов и т. д.

## Интерфейсы

### Электрические интерфейсы
Стандартизация интерфейсов определяет возможность соединения различного оборудования разных производителей. Система SDH обеспечивает универсальные стандарты для сетевых узловых интерфейсов, включая стандарты на уровне цифровых скоростей, структуру фрейма, метод мультиплексирования, линейные интерфейсы, мониторинг и управление. Поэтому SDH оборудование разных производителей может легко соединяться и устанавливаться в одной линии, что наилучшим образом демонстрирует системную совместимость.
Система SDH обеспечивает стандартные уровни информационных структур, то есть набор стандартных скоростей. Базовый уровень скорости — STM-1 (155,52 Mбит/с). Цифровые скорости более высоких уровней определяются умножением скорости потока STM-1, соответственно, на 4, 16, 64 и т. д.: STM-4 (622 Мбит/с), STM-16 (2,5 Гбит/с), STM-64 (10 Гбит/с) и STM-256 (40 Гбит/с).

### Оптические интерфейсы
Линейные (оптические) интерфейсы работают, используя универсальные стандарты. Линейный сигнал только скремблируется (англ. scrambled — шифровать, перемешивать), вставки избыточного кода нет.
Стандарт скремблирования — универсальный. Поэтому и на приеме, и на передаче должны использоваться стандартные скремблер и дескремблер. Цель скремблирования — сделать вероятность возникновения «1» бита и «0» бита близкой к 50 % для облегчения извлечения синхросигнала из линейного сигнала. Поскольку линейный сигнал только скремблируется, линейная скорость сигнала SDH соответствует стандартной скорости сигнала на электрическом интерфейсе SDH. Таким образом, потребление оптической мощности передающими лазерами остается неизменным, однако, снижается их тепловыделение (так как исключается возможность следования большого количества «1» подряд), что увеличивает их ресурс. Еще одной причиной по которой используется скремблирование — длительная последовательность «1» («0») автоматической петлёй регулировки усиления воспринимается как увеличение (уменьшение) уровня входного сигнала, что может привести к неправильной регулировке.

## Принцип работы SDH

### Процедура контейнеризации нагрузки
Вся информация в системе SDH передается в контейнерах. Контейнер представляет собой структурированные данные, передаваемые в системе. Если система PDH генерирует трафик, который нужно передать по системе SDH, то данные PDH как и SDH сначала структурируются в контейнеры, а затем к контейнеру добавляется заголовок и указатели, в результате образуется синхронный транспортный модуль STM-1. По сети контейнеры STM-1 передаются в системе SDH разных уровней (STM-n), но во всех случаях расформированный STM-1 может только складываться с другим транспортным модулем, то есть имеет место мультиплексирование транспортных модулей.

### Понятие виртуального контейнера
Еще одно важное понятие, непосредственно связанное с общим пониманием технологии SDH — это понятие виртуального контейнера VC. В результате добавления к контейнеру трактового (маршрутного) заголовка получается виртуальный контейнер. Виртуальные контейнеры находятся в идеологической и технологической связи с контейнерами, так что контейнеру C-12 соответствует виртуальный контейнер VC-12 (передача потока E1), C-3 — VC-3 (передача потока E3), C-4 — контейнер VC-4 (передача потока STM-1).

### Метод мультиплексирования
Поскольку низкоскоростные сигналы PDH мультиплексируются в структуру фрейма высокоскоростных сигналов SDH посредством метода побайтового мультиплексирования, их расположение во фрейме высокоскоростного сигнала фиксировано и определено или, скажем, предсказуемо. Поэтому низкоскоростной сигнал SDH, например 155 Мбит/с (STM-1) может быть напрямую добавлен или выделен из высокоскоростного сигнала, например 2.5 Гбит/с (STM-16). Это упрощает процесс мультиплексирования и демультиплексирования сигнала и делает SDH иерархию особенно подходящей для высокоскоростных волоконно-оптических систем передачи, обладающих большой производительностью.
Поскольку принят метод синхронного мультиплексирования и гибкого отображения структуры, низкоскоростные сигналы PDH (например, 2 Мбит/с) также могут быть мультиплексированы в сигнал SDH (STM-N). Их расположение во фрейме STM-N также предсказуемо. Поэтому низкоскоростной трибутарный сигнал (вплоть до сигнала DS-0, то есть одного тайм-слота PDH, 64 kbps) может быть напрямую добавлен или извлечен из сигнала STM-N. Заметьте, что это не одно и то же с вышеописанным процессом добавления/выделения низкоскоростного сигнала SDH в/из высокоскоростного сигнала SDH. Здесь это относится к прямому добавлению/выделению низкоскоростного трибутарного сигнала такого как 2 Мбит/с, 34 Мбит/с и 140 Мбит/с в/из сигнала SDH. Это устраняет необходимость использования большого количества оборудования мультиплексирования / демультиплексирования (взаимосвязанного), повышает надежность и уменьшает вероятность ухудшения качества сигнала, снижает стоимость, потребление мощности и сложность оборудования. Добавление/выделение услуг в дальнейшем упрощается.
Этот метод мультиплексирования помогает выполнять функцию цифровой кросс-коммутации (DXC) и обеспечивает сеть мощной функцией самовосстановления. Абонентов можно динамически соединять в соответствии с потребностями и выполнять отслеживание трафика в реальном времени.

## Оперирование, администрирование и техобслуживание
Для функций оперирования, администрирования и техобслуживания (ОАМ) в структуре фрейма сигнала SDH организованы многочисленные биты. Это намного облегчает функцию сетевого мониторинга, то есть автоматическое техобслуживание. Несколько избыточных битов должны быть добавлены во время линейного кодирования для мониторинга рабочих характеристик линии, поскольку совсем мало байтов организовано в сигнале PDH. Например, в структуре фрейма сигнала PCM30/32 только биты в TS0 и TS16 используются для функций OAM.
Многочисленные заголовки в сигналах SDH составляют 1/20 от общего количества байтов во фрейме. Это намного облегчает функцию ОАМ и уменьшает стоимость системы техобслуживания, что очень важно, так как она составляет значительную часть от общей стоимости оборудования. 

## Совместимость
SDH имеет высокую совместимость. Это означает, что сеть передачи SDH и существующая сеть PDH могут работать совместно, пока идет установление сети передачи SDH. Сеть SDH может быть использована для передачи услуг PDH, а также сигналов других иерархий, таких как ATM, Ethernet (Ethernet over SDH, 10GBASE-W) и FDDI.
Базовый транспортный модуль (STM-1) может размещать и три типа сигналов PDH, и сигналы ATM, FDDI, DQDB. Это обуславливает двустороннюю совместимость и гарантирует бесперебойный переход от сети PDH к сети SDH и от SDH к АТМ. Для размещения сигналов этих иерархий SDH мультиплексирует низкоскоростные сигналы различных иерархий в структуру фрейма STM-1 сигнала на границе сети (стартовая точка — точка ввода) и затем демультиплексирует их на границе сети (конечная точка — точка вывода). Таким образом цифровые сигналы различных иерархий могут быть переданы по сети передачи SDH.

## Защита
В системах SDH термин «защита» используется для описания способа повышения надежности сети. Для этого все сети SDH стараются строить в виде замкнутых колец, передача по которым ведётся одновременно в обоих направлениях. При этом в случае повреждения кабеля сеть продолжает работать. Вопреки распространённому мнению, эти возможности доступны и в оборудовании PDH некоторых производителей.
Обратной стороной такого повышения надёжности является уменьшение количества резервных оптических волокон в ка́белях сети.
В SONET и SDH используются схемы защиты: 1+1, 1:N, UPSR, SNCP, BLSR / MS-SPRing.